# حادث عبارة السلام 95
عبارة السلام 95 هي عبارة بحرية مصرية عائدة لشركة السلام للنقل البحري، غرقت في 17 أكتوبر 2005 بعد الاصطدام بالسفينة القبرصية «جبل علي» في طريق قدومها من ميناء جدة إلي ميناء السويس بالبحر الأحمر مما أدي إلي مقتل شخصين وإصابة 40, وبلغت حجم خسائر الاصطدام بأكثر من 7 ملايين دولار.